# Jean-Paul Garraud
Pour les articles homonymes, voir Garraud.
Jean-Paul Garraud, né le 27 février 1956 à Toulouse (Haute-Garonne), est un magistrat et homme politique français.
Élu député européen sur la liste du Rassemblement national en 2019 et en 2024, il a été auparavant député UMP de la 10e circonscription de la Gironde de 2002 à 2012. Il est spécialiste des questions de justice et rapporteur de plusieurs projets et propositions de loi adoptés par le Parlement, dont la loi tendant à amoindrir le risque de récidive criminelle et la loi interdisant la dissimulation du visage dans l'espace public. Il est également tête de liste aux élections municipales à Libourne en 2008 et 2014, et conseiller régional d'Aquitaine de 2010 à 2015.
Au sein de l’UMP, il est l'un des fondateurs, avec Thierry Mariani, du courant La Droite populaire. Après s'être rapproché du Rassemblement national (RN) en 2018, il est élu député européen sur sa liste en 2019. Tête de liste soutenue par ce parti aux élections régionales de 2021 en Occitanie, il arrive en deuxième position au second tour ; dans la foulée, il adhère au RN et intègre son bureau exécutif. Il est de nouveau élu député européen lors des élections européennes du 9 juin 2024.

## Situation personnelle

### Naissance et formation
Descendant d'une lignée de médecins et maires républicains de Martres-Tolosane,,, Jean-Paul Garraud naît le 27 février 1956 à Toulouse. Son père est ensuite nommé magistrat à Bordeaux quand il a cinq ou six ans.
Après une licence en droit public obtenue en 1978, une maîtrise en droit privé en 1979 et un diplôme d’études approfondies en criminologie et pénologie reçu en 1980, Jean-Paul Garraud entre en 1981 à l'École nationale de la magistrature.

### Carrière professionnelle
Son premier poste en tant que juge, qu'il occupe de 1983 à 1985, est au tribunal de grande instance de La Rochelle. Il est ensuite juge d’instruction au tribunal de grande instance de Toulouse, de 1985 à 1992. Il devient ensuite président du tribunal de grande instance des Sables-d'Olonne jusqu'en 1996,.
Il est ensuite, de 1997 à 2001, directeur adjoint de l’École nationale de la magistrature. En 2001 et 2002[réf. souhaitée], il est vice-président du tribunal de grande instance de Paris ainsi que conseiller du président du Sénat.
Après avoir interrompu ses activités professionnelles pour effectuer ses deux mandats de député, il est de 2012 à 2019 avocat général près la Cour d'appel de Poitiers,.
Jean-Paul Garraud est également juge suppléant à la Cour de justice de la République durant les XIIe et  XIIIe législatures (2007-2012).
En octobre 2012, Jean-Paul Garraud, est élu comme nouveau président de l'Association professionnelle des magistrats.
Début 2018, il se porte candidat, sans succès, au futur poste de procureur du nouveau parquet national antiterroriste, dont il avait suggéré la création et défini le rôle dans un projet de loi fin 2015,,.

## Parcours politique

### Député UMP-LR

#### Élections législatives
Jean-Paul Garraud est élu député le 16 juin 2002, pour la XIIe législature, dans la 10e circonscription de la Gironde, où il bat Gilbert Mitterrand avec 51,16 % des voix au second tour. Il est réélu lors des élections législatives de 2007, avec 51,52 % des voix au second tour face à Philippe Buisson.
Au premier tour des élections législatives de 2012, à nouveau candidat dans la 10e circonscription de la Gironde, il arrive en deuxième position avec 32,2 % des voix, derrière le candidat socialiste, Florent Boudié, qui obtient 37,0 % des voix. À la suite d'un entretien donné dans le journal 20 Minutes pendant l'entre-deux tours, où il déclare entre autres « il y a un certain nombre de convictions communes avec le FN » et que « la question du maintien d’un cordon sanitaire autour du FN se pose », il perd le soutien d'Alain Juppé, maire de Bordeaux, qui « désapprouve fermement ces propos en totale contradiction avec la position du bureau national de l'UMP ». Au second tour Florent Boudié recueille 54,6 % des voix, contre 45,4 % en sa faveur.
Lors du premier tour des élections législatives de 2017, candidat LR dans la 10e circonscription de la Gironde, il ne peut se maintenir avec 15,5 % des voix, derrière la candidate Front national, Sandrine Chadourne, qui obtient 15,9 %, et Florent Boudié, qui recueille 40,3 %.

#### Travaux à l’Assemblée nationale
Spécialiste des questions de justice, il est proche de Rachida Dati, garde des Sceaux sous la présidence de Nicolas Sarkozy, et occupe régulièrement la fonction de rapporteur des textes de loi concernant la justice à l’Assemblée.
En 2003, dans le cadre de l'examen du projet de loi Perben sur la grande criminalité, il fait adopter un amendement punissant d'un an de prison et de 15 000 euros d'amende une interruption de grossesse provoquée par « une maladresse, une imprudence, une inattention, une négligence ou un manquement à une obligation de sécurité ». Face à l'hostilité de la gauche, d'élus UMP (dont Jean-Louis Debré, président de l'Assemblée nationale, Françoise de Panafieu et Jacques Myard), d'associations, de magistrats, de médecins (en particulier du Syndicat national des gynécologues et obstétriciens de France) et de personnalités telles que Gisèle Halimi et Élisabeth Badinter, le gouvernement Raffarin promet d'abord une concertation pour aboutir à un texte dépourvu de « toute ambiguïté », avant que le ministre Dominique Perben ne se prononce finalement pour le retrait de la mesure. Alors que Jean-Paul Garraud affirme avoir voulu offrir une protection pénale aux femmes enceintes qui avortent contre leur gré, le Mouvement français pour le planning familial fait valoir que l'amendement risque de donner « insidieusement au fœtus le statut juridique d'une personne », et donc de conduire de fait à l'interdiction de l'avortement,,.
Le 14 décembre 2005, il est nommé vice-président de la Commission d'enquête parlementaire sur les dysfonctionnements de la justice lors du procès d'Outreau,,
En 2006, il remet un rapport au Premier ministre, Dominique de Villepin, intitulé « Réponses à la dangerosité »», qui est l'une des sources principales de la loi relative à la rétention de sûreté et à la déclaration d'irresponsabilité pénale pour cause de trouble mental, adoptée en 2008. Selon l'universitaire Claude-Olivier Doron, le texte « constitue un événement important du point de vue des politiques pénales ». Claude-Olivier Doron résume le « principe premier » du rapport de Jean-Paul Garraud, qu'il inscrit dans la filiation du positivisme juridique : « il faut sortir de la rationalité légale dans le traitement des crimes, telle qu’elle est incarnée classiquement dans le code pénal par le principe – fondement de la légalité : une peine déterminée correspond à une infraction, pas de peine sans infraction. [...] Garraud le martèle : il ne s’agit pas de sanctionner un acte, mais de prévenir une potentialité – la récidive – en traitant une dangerosité, donc un état dangereux. Les problèmes fondamentaux de la rationalité légale qui la constituent comme régime de vérité, la culpabilité, la responsabilité du sujet juridique, la nature de son infraction, la volonté de sanction, passent au second plan puisqu’il s’agit ici de mesures fondées sur la seule dangerosité d’un individu. Mesures qui ne seront pas des peines, mais des mesures de sûreté ».
En 2008, il vote en faveur de la ratification du traité de Lisbonne mais déclare en 2018 qu'il le « regrette » et l'avoir fait par « solidarité » avec l'UMP.
En 2009-2010, il est rapporteur de la loi tendant à amoindrir le risque de récidive criminelle, qui complète la loi sur la « rétention de sûreté ». L'un de ses amendements renforce les règles relatives à l’injonction de soins applicable aux auteurs d’infractions de nature sexuelle, s’agissant de la castration chimique.
Il est le rapporteur du projet de loi interdisant la dissimulation du visage dans l'espace public, adopté en 2010.
Il est également l'auteur d'une proposition de loi tendant à faciliter la possibilité d'expulser les étrangers condamnés et d'une autre pour « le droit pour la victime de contester en appel la remise en liberté de son agresseur ».

#### Positionnement au sein de la droite
En juin 2010, il participe au sein de l’UMP à la fondation du courant La Droite populaire avec Thierry Mariani. En janvier 2011, Jean-Paul Garraud est nommé secrétaire UMP à la Justice par Jean-François Copé.
Il soutient François Fillon au premier tour de l'élection présidentielle de 2017 et se prononce contre une « alliance avec le Front national » et assure avoir « toujours dit et redit que La Droite populaire n’était pas une passerelle vers le Front national, mais était une digue contre le Front national ». Il vote néanmoins Marine Le Pen au second tour contre Emmanuel Macron.

### Candidat à Libourne et conseiller régional d'Aquitaine
Il présente une liste à l'élection municipale de Libourne le 9 mars 2008. Mais celle-ci est battue par le maire sortant, Gilbert Mitterrand.
Élu conseiller régional d'Aquitaine en 2010, il démissionne de son mandat de conseiller municipal de Libourne en conformité avec la loi sur le cumul des mandats.
De nouveau tête de liste aux élections municipales de 2014 à Libourne, il arrive deuxième de la triangulaire du second tour, avec 40,1 % des voix derrière Philippe Buisson, maire PS sortant (49,61 %). Il reproche alors au candidat FN d'avoir « fait gagner Buisson » en se maintenant au second tour, et déplore le manque de soutien des candidats de la liste UDI menée par Charles Pouvreau, qui n'a donné aucune consigne et dont plusieurs colistiers ont rejoint Philippe Buisson.

### Rapprochement avec le Rassemblement national

#### Départ de LR et élection au Parlement européen sur la liste RN
En 2018, alors que Jean-Paul Garraud est vice-président de la fédération LR en Gironde, Marine Le Pen s'entretient avec lui. Il est pressenti pour figurer sur la liste du Rassemblement national aux élections européennes de 2019 après avoir déclaré : « Je partage la philosophie et les orientations du Rassemblement national parce qu’il y a des choses que je ressens profondément comme l’identité et la souveraineté ». Tout comme Thierry Mariani, il quitte LR début janvier 2019 pour figurer en position éligible sur la liste RN. Il ne souhaite toutefois pas adhérer au RN et reste secrétaire général de La Droite populaire. Jean-Paul Garraud figure en 9e position sur la liste du Rassemblement national et est élu député européen à l'issue du scrutin. Il a pour assistant parlementaire Vianney Vonderscher, président de la Cocarde étudiante,.
Au Parlement européen, il est selon Le Monde proche des positions des lobbys industriels, s'opposant aux mesures permettant de protéger l’environnement et la santé des consommateurs.

#### Élections régionales de 2021 en Occitanie
Préféré à Julien Sanchez, maire de Beaucaire, pour conduire la liste du Rassemblement national pour les élections régionales de 2021 en Occitanie, il reçoit néanmoins son soutien ainsi que celui de Louis Aliot, maire de Perpignan, et de Robert Ménard, maire de Béziers qui avait initialement envisagé de monter une liste avec Brigitte Barèges, maire (LR) de Montauban. Selon Mediapart et Le Monde, le choix de Jean-Paul Garraud illustre la stratégie de « recentrage » de Marine Le Pen, visant l'électorat de droite, « laissé en déshérence par des Républicains déboussolés »,.
Il obtient le ralliement de Cédric Delapierre, jusque-là délégué des Républicains dans l’Hérault, et de Frédéric Bort, dernier directeur de cabinet de Georges Frêche. Son directeur de campagne est Gabriel Robin, journaliste au mensuel L'Incorrect, qui a aussi conseillé Louis Aliot pendant la campagne des élections municipales et qui « a, à ses côtés, patiemment construit l’image d’un RN de notables, surtout préoccupé par la sécurité et le dynamisme économique ».
Jean-Paul Garraud affirme vouloir nommer « un vice-président chargé de la sécurité qui aura des tâches importantes en ce qui concerne les transports et les lycées et même la mise en place d’établissements pénitentiaires ».
Son adversaire Aurélien Pradié, tête de liste LR pour les élections régionales, affirme en mars 2021 sur Twitter avoir fait l’objet d’une agression verbale et physique de sa part, peu après un débat télévisé sur France 3 Occitanie. Mais Jean-Paul Garraud dément et accuse son rival de vouloir faire un coup politique pour exister dans cette campagne. Un journaliste déclare avoir dû s'interposer,.
Au second tour, sa liste arrive en deuxième position avec 24 % des voix exprimées, devant celle d’Aurélien Pradié (18 %), mais loin derrière celle de Carole Delga (58 %).

#### Activités auprès puis au sein du RN
En 2020, Marine Le Pen le cite comme possible ministre de la Justice si elle est élue présidente de la République. Le HuffPost rappelle à cette occasion qu'il « a proposé à plusieurs reprises de mettre en place “un droit exceptionnel et des procédures spéciales” contre les terroristes ». Il est l’auteur principal de la contre-proposition du RN au projet de loi confortant le respect des principes de la République, qui prévoit l’interdiction du voile dans l’espace public et la mise au pas des journaux accusés de « complaisance ». Il se déclare partisan d'une sortie de la France de la Cour européenne des droits de l'homme, qui selon lui « propage une politique judiciaire très favorable aux terroristes au détriment des enquêtes ».
Il adhère au RN et est nommé au bureau exécutif, la plus haute instance du parti, à l'occasion du XVIIe congrès du Rassemblement national, qui se tient en juillet 2021.
Il est membre des Horaces, think tank proche du RN, et est coordinateur du livret thématique sur la sécurité lors de la campagne présidentielle du RN en 2022.
En 2024, il est de nouveau candidat aux élections européennes, en cinquième position sur la liste de Jordan Bardella et est réélu.

## Décorations
- Chevalier de l'ordre national du Mérite (décret du 15 novembre 1999)[55]
- Chevalier de l'ordre du Mérite agricole[Quand ?]
- Médaille des services militaires volontaires, bronze[Quand ?]